# Larry Semon
Lawrence "Larry" Semon (9 de febrero de 1889 – 8 de octubre de 1928) fue un actor, director, productor y guionista estadounidense, activo en los años del cine mudo. En su momento fue considerado como uno de los principales cómicos, pero actualmente es recordado principalmente por trabajar con Stan Laurel y Oliver Hardy antes de que ellos actuaran juntos.
También es notable su trabajo como director y actor en la cinta The Wizard of Oz de 1925, la cual tuvo una cierta influencia en el famoso film sonoro de 1939 El mago de Oz.

## Inicios
Nacido en West Point, Misisipi, el padre de Semon era un artista del vodevil, Zera the Great, y su madre la ayudante del mismo. Junto a su hermana mayor, Semon participó en el número de sus padres, hasta que se produjo el fallecimiento de su padre. Tras completar su educación en Savannah, Georgia, Semon se mudó a Nueva York, donde trabajó para el New York Sun y para The New York Morning Telegraph como humorista y diseñador gráfico. A la vez, Semon actuaba en monólogos de vodevil, llamando la atención de Vitagraph Studios, y siendo contratado por la compañía en 1915.

## Carrera
Tras el contrato, Semon trabajó como guionista, director y productor de los filmes del actor Hughie Mack. De manera ocasional también hacía pequeños papeles en las producciones en las que trabajaba y, cuando Mack dejó Vitagraph, Semon empezó a hacer primeros papeles. Él usualmente interpretaba a un mentecato con la cara blanca vestido con un bombín y un mono que, allí por donde pasaba (una panadería, un restaurante, etc.), causaba el caos. Sus cortos cómicos de género slapstick se rodaban y estrenaban con rapidez, conviritendo a Semon en una figura familiar entre el público.
A medida que su fama se acrecentaba, sus filmes pasaron de un rollo (unos 12 minutos) a dos rollos, y Semon recibió plena libertad para su rodaje. Esta política fue peligrosa, porque se hizo notorio que Semon era extravagante y costoso: sus comedias de dos rollos fácilmente costaban más que las películas de cinco rollos. Como antiguo humorista gráfico, Semon escenificaba gags de un modo similar al de los dibujos, y utilizando elaborados efectos especiales. Ningún gag era demasiado grande para Semon. Le encantaban las secuencias en las que aparecían aviones (llegó a usar tres en un film), las explosiones, derrumbes de torres de agua, accidentes de coches, y el uso liberal de sustancias que empapaban a la gente. Una comedia típica de Semon tenía barriles de harina, sacos de hollín, galones de tinta, montones de mermelada, o agujeros llenos de barro. Un ejemplo de ellas es The Bell Hop. El presupuesto se disparaba, y la dirección de Vitagraph finalmente pidió que Semon fuera su propio productor, respaldando él sus películas.
Semon intentó dar marcha atrás a sus problemas financieros entrando en un campo más lucrativo, el de los largometrajes. Así, produjo y protagonizó unos pocos mediados los años 1920, pero en 1927 volvió a los cortos, estrenados por Educational Pictures. Tras declararse en quiebra en 1928, Semon actuó de nuevo en el vodevil. Mientras viajaba en el circuito de vodevil, sufrió una crisis nerviosa y volvió a Los Ángeles.

## Fallecimiento
Ya en Los Ángeles, Semon fue enviado a un sanatorio en Victorville, California, donde, el 8 de octubre de 1928, a los 39 años de edad, falleció a causa de neumonía y tuberculosis. Sus restos fueron incinerados; hasta el presente no se sabe que fue de sus cenizas.

## Apodos
El público francés le conocía como Zigoto, el italiano le llamaba Ridolini, y el español Jaimito antes de la Guerra Civil Española. Tras la Guerra, los españoles le llamaban Tomasín.

## Filmografía
- Bringing Up Father (1915)
- Tubby Turns the Tables (1916)
- Terry's Tea Party (1916)
- Out Ag'in, in Ag'in (1916)
- More Money Than Manners (1916)
- The Battler (1916)
- Losing Weight (1916)
- The Man from Egypt (1916)
- A Jealous Guy (1916)
- Romance and Roughhouse (1916)
- There and Back (1916)
- A Villainous Villain (1916)
- Love and Loot (1916)
- Sand, Scamps and Strategy (1916)
- She Who Last Laughs (1916)
- Walls and Wallops (1916)
- Jumps and Jealousy (1916)
- His Conscious Conscience (1916)
- Hash and Havoc (1916)
- Captain Jinks' Evolution (1916)
- Rah! Rah! Rah! (1916)
- Help! Help! Help! (1916)
- Shanks and Chivalry (1916)
- Speed and Spunk (1917)
- Captain Jinks' Widow (1917)
- Captain Jinks' Nephew's Wife (1917)
- Captain Jinks' Dilemma (1917)
- Bullies and Bullets (1917)
- Jolts and Jewelry (1917)
- Big Bluffs and Bowling Balls (1917)
- Somewhere in Any Place (1917)
- Rips and Rushes (1917)
- He Never Touched Me (1917)
- Cops and Cussedness (1917)
- Masks and Mishaps (1917)
- Guff and Gunplay (1917)
- Pests and Promises (1917)
- Footlights and Fakers (1917)
- Bombs and Blunders (1917)
- Turks and Troubles (1917)
- Flatheads and Flivvers (1917)
- Dubs and Drygoods (1917)
- Hazards and Home Runs (1917)
- Gall and Gasoline (1917)
- Boasts and Boldness (1917)
- Worries and Wobbles (1917)
- Shells and Shivers (1917)
- Chumps and Chances (1917)
- Gall and Golf (1917)
- Slips and Slackers (1917)
- Risks and Roughnecks (1917)
- Plans and Pajamas (1917)
- Plagues and Puppy Love (1917)
- Sports and Splashes (1917)
- Tough Luck and Tin Lizzies (1917)
- Rough Toughs and Roof Tops (1917)
- Spooks and Spasms (1917)
- Noisy Naggers and Nosey Neighbors (1917)
- Guns and Greasers (1918)
- Babes and Boobs (1918)
- Rooms and Rumors (1918)
- Meddlers and Moonshiners (1918)
- Stripes and Stumbles (1918)
- Rummies and Razors (1918)
- Whistles and Windows (1918)
- Spies and Spills (1918)
- Romans and Rascals (1918)
- Skids and Scalawags (1918)
- Boodle and Bandits (1918)
- Hindoos and Hazards (1918)
- Bathing Beauties and Big Boobs (1918)
- Dunces and Dangers (1918)
- Mutts and Motors (1918)
- Huns and Hyphens (1918)
- Bears and Bad Men (1918)
- Frauds and Frenzies (1918)
- Humbugs and Husbands (1918)
- Pluck and Plotters (1918)
- Traps and Tangles (1919)
- Scamps and Scandals (1919)
- Well, I'll Be (1919)
- Passing the Buck (1919)
- The Star Boarder (1919)
- His Home Sweet Home (1919)
- The Simple Life (1919)
- Between the Acts (1919)
- Dull Care (1919)
- Dew Drop Inn (1919)
- The Head Waiter (1919)
- The Grocery Clerk (1919)
- The Fly Cop (1920)
- School Days (1920)
- Solid Concrete (1920)
- The Stage Hand (1920)
- The Suitor (1920)
- The Sportsman (1921)
- The Hick (1921)
- The Bakery (1921)
- The Rent Collector (1921)
- The Fall Guy (1921)
- The Bell Hop (1921)
- The Sawmill (1922)
- The Show (1922)
- A Pair of Kings (1922)
- Golf (1922)
- The Agent (1922)
- The Counter Jumper (1922)
- No Wedding Bells (1923)
- The Barnyard (1923)
- The Midnight Cabaret (1923)
- The Gown Shop (1923)
- Lightning Love (1923)
- Horseshoes (1923)
- Trouble Brewing (1924)
- The Girl in the Limousine (1924)
- Her Boy Friend (1924)
- Kid Speed (1924)
- My Best Girl (1925)
- Wizard of Oz (1925)
- The Dome Doctor (1925)
- The Cloudhopper (1925)
- Stop, Look and Listen (1926)
- Pass the Dumplings (1927)
- The Plumber's Daughter (1927)
- A Dozen Socks (1927)
- The Stunt Man (1927)
- Oh, What a Man! (1927)
- Underworld (1927)
- Dummies (1928)
- A Simple Sap (1928)